# Euparyphus bistriatus
Euparyphus bistriatus är en tvåvingeart som beskrevs av Samuel Wendell Williston  1896. Euparyphus bistriatus ingår i släktet Euparyphus och familjen vapenflugor. Inga underarter finns listade i Catalogue of Life.